# الرميلة (مدينة مأرب)

تعديل مصدري - تعديل

الرميلة هي إحدى قرى عزلة الاشراف بمديرية مدينة مأرب التابعة لمحافظة مأرب، بلغ تعداد سكانها 157 نسمة حسب تعداد اليمن لعام 2004.